# 青白瓷印花雙鳳紋碗
景德鎮窯 青白瓷印花雙鳳紋碗為南宋至元代時期的陶瓷碗，現藏於國立故宮博物院。

## 背景
這件作品是景德鎮在宋代時期製作的青白瓷作品，此器是用於盛裝食物的食器。使用印花的技巧將鳳紋與四季花卉紋呈現在碗的內部。整個瓷器輕且薄，釉色白中帶青，相當俱有獨特性。如果對著光觀察碗，碗中的花紋會完全反透到背面。

## 器型
整個碗高7公分，口徑20.7公分，足徑7公分。這件碗的器壁深並呈現近半球形的弧形，碗的整體器形大。這件碗胎骨輕薄，除口沿一周外滿釉燒造。碗口沿沒有上釉，古人稱為「芒口」。

## 裝飾
在口緣部分有微撇並且裝飾銅稜釦，下方的足部為圈足並且滿釉。在碗的內部，口緣下方印有回紋一道，碗內的週壁裝飾雙鳳對飛紋飾，並在周圍繞有菊花，蓮花，月季等四季花卉；紋飾中的鳳鳥具有冠飾，頸部披著長羽毛，展開翅膀，呈現顧盼的神情。碗內製作紋飾的印模深刻，紋理清晰。碗內中心平凹下，並飾有一枝牡丹。釉色白中泛青，為景德鎮青白瓷特色。